# باشگاه ورزشی گوبیو ۱۹۱۰
باشگاه ورزشی گوبیو ۱۹۱۰ (انگلیسی: AS Gubbio 1910) یک باشگاه فوتبال مستقر در گوبیو، ایتالیا است که در حال حاضر در سری سی، سومین سطح لیگ فوتبال در این کشور به فعالیت می‌پردازد. 